# Vikram
Vikram (język tamilski: விக்ரம், inaczej Chiyaan Vikram, ur. 17 kwietnia 1966 roku) – indyjski aktor związany z Kollywood, tamilskim przemysłem filmowym. Gra w filmach w języku tamilskim, telugu, malajalam. Najbardziej znany z filmów Gemini, Pithamagan, Anniyan i Bheema.

## Filmografia
| Rok  | Tytuł                      | Rola                                | Język          | Uwagi |
| ---- | -------------------------- | ----------------------------------- | -------------- | --- |
| 1990 | En Kadhal Kanmani          |                                     | język tamilski | |
| 1991 | Thanthu Vitten Ennai       | Raju                                | język tamilski | |
| 1992 | Kaaval Geetham             |                                     | język tamilski | |
| 1992 | Meera                      |                                     | język tamilski | |
| 1993 | Dhruvam                    | Bhadran                             | malajalam      | |
| 1993 | Chirunnavvula Varamisthava |                                     | telugu         | |
| 1993 | Mafia                      |                                     | malajalam      | |
| 1994 | Sainyam                    |                                     | malajalam      | |
| 1994 | Bangaru Kutumbham          |                                     | telugu         | |
| 1994 | Pudhiya Mannargal          | Satyamoorthy                        | tamilski       | |
| 1995 | Street                     |                                     | malajalam      | |
| 1995 | Adaala Majaakka            |                                     | telugu         | |
| 1996 | Mayooranritham             |                                     | malajalam      | |
| 1996 | Akka Bangunnava            |                                     | telugu         | |
| 1996 | Indraprastham              | Peter                               | malajalam      | |
| 1996 | Rajaputhran                | Manu                                | Malayalam      | |
| 1997 | Ithu Oru Snehagadha        | Roy                                 | malajalam      | |
| 1997 | Ullasam                    | Dev                                 | tamilski       | |
| 1998 | Kangalin Vaarthighal       |                                     | tamilski       | |
| 1999 | Housefull                  | Hamid                               | tamilski       | |
| 1999 | Sethu                      | Sethu                               | Tamil          | nominacja do nagrody National Film Award for Best Actor                                                                           |
| 2000 | Red Indians                |                                     | malajalam      | |
| 2001 | Indriyam                   |                                     | malajalam      | |
| 2001 | 9 Nelalu                   | Virendra                            | telugu         | |
| 2001 | Youth                      |                                     | telugu         | |
| 2001 | Vinnukum Mannukum          | Vikram                              | tamilski       | |
| 2001 | Dhill                      | Kanagavel                           | Tamilski       | |
| 2002 | Kasi                       | Kasi                                | tamilski       | Nagroda Filmfare dla Najlepszego Aktora Tamilskiego                                                                               |
| 2002 | Gemini                     | Gemini                              | tamilski       | |
| 2002 | Samurai                    | Thiagarajan                         | tamilski       | |
| 2002 | King                       | Raja Shanmugam                      | tamilski       | |
| 2003 | Dhool                      | Aarumugam                           | tamilski       | |
| 2003 | Kadhal Sadugudu            | Suresh                              | tamilski       | |
| 2003 | Saamy                      | Aarusaamy                           | tamilski       | |
| 2003 | Pithamagan                 | Chitthan                            | tamilski       | National Film Award for Best Actor Nagroda Filmfare dla Najlepszego Aktora Tamilskiego Tamil Nadu State Film Award for Best Actor |
| 2004 | Arul                       | Arulkumaran                         | tamilski       | |
| 2005 | Anniyan                    | Ramanujam Iyengar/Anniyan/Remo      | tamilski       | NAgroda Filmfare dla Najlepszego Aktora Tamilskiego                                                                               |
| 2005 | Majaa                      | Mathi Govindan                      | tamilski       | |
| 2008 | Bheema                     | Sekhar                              | tamilski       | |
| 2008 | Kanthaswamy                | Kanthaswamy                         | tamilski       | w produkcji |
| 2009 | Ashokavanam                | z Aiswaryarai,Priyamani i Pritivraj | Tamil          | w produkcji (reż. Mani Ratnam) |